# Теодор Комоговински
Свети мученик Теодор Комоговински је хришћански светитељ и мученик из XVIII века.
Теодор (Сладић) је рођен у селу Кукурузари под планином Козаром. Замонашио се у манастиру Моштаници, где је живео у посту и молитви. По предању, Османлије су га заробили заједно са још 150 крајишких Срба и мученички убили. Он је дакле, много пре 1693. године, јавно жив спаљен у близини манастира Моштанице. Део "светачких моћи" (мошти) - руку је наводно калуђер Свилокос донео 1693. године из уништеног босанско-крајишког манастира Моштанице, у ново основани манастир Комоговину у Банији.
Од његових моштију сачувана је рука која се чувала у овом манастиру. Сребрни ћивот у којем су чуване свете мошти даровали су 1925. године Душан и Даница Трнинић из Загреба. До 1942. године свете мошти су чуване у Комоговини, па пренете у Загреб. Након Другог светског рата прота Рајачић их је пренео у Карловац, а одатле Владимир Бубало у Костајницу.
У последњем рату у Хрватској украден је - нестао ћивот са светитељевим моштима.
Одлуком Светог архијерејског сабора Српске православне цркве од 20. маја 1966. године свети мученик Теодор је канонизован. Православна црква прославља светог мученика Теодора Комоговинског (заједно са светим Теодором Тироном), на дан који се назива Теодорова субота, односно, у прву суботу Васкршњег поста.